# Senefeldera
Senefeldera es un género de plantas de la familia Euphorbiaceae. Es originario de Colombia y Brasil.

## Taxonomía
El género fue descrito por Carl Friedrich Philipp von Martius y publicado en Flora 24(2) (Beibl.): 29. 1841. La especie tipo es: Senefeldera multiflora Mart. = Senefeldera verticillata (Vell.) Croizat

## Especies aceptadas
A continuación se brinda un listado de las especies del género Senefeldera aceptadas hasta octubre de 2012, ordenadas alfabéticamente. Para cada una se indica el nombre binomial seguido del autor, abreviado según las convenciones y usos.
- Senefeldera testiculata Pittier
- Senefeldera triandra Pax & K.Hoffm.
- Senefeldera verticillata (Vell.) Croizat